# Sportpark 't Kopje
Sportpark 't Kopje is een sportaccommodatie in Bloemendaal nabij het Kopje van Bloemendaal.
Het sportpark is net zo oud als de bespelende hockeyclub: HC Bloemendaal. De velden en het clubhuis liggen in feite aan de Aelbertsbergweg en dit is ook het postadres van de club. Doordat het terrein aan de voet ligt van het 43 meter hoge Kopje van Bloemendaal, wordt het park ook wel kortweg 't Kopje genoemd.  
Sinds de laatste velduitbreiding in 2004 liggen het hoofd- en waterveld en kunstgrasveld 2 bij het clubhuis en de kunstgrasvelden 3 en 4 iets verderop tegen de duinrand aan. Deze twee velden beschikken nog altijd niet over veldverlichting. De hockeyclub heeft al jaren te maken met overcapaciteit en velduitbreiding (met verlichting) stuit op veel verzet bij omwonenden en natuurorganisaties. 
Het terrein is in het (recente) verleden toneel geweest van de vele nationale en internationale successen van het eerste herenteam van HC Bloemendaal. Het is verschillende keren gastheer geweest van Europacup-toernooien en recentelijker van de Euro Hockey League.